# Alguna cosa prestada
Alguna cosa prestada (originalment en anglès: Something Borrowed) és una pel·lícula de comèdia romàntica estatunidenca del 2011 basada en el llibre homònim d'Emily Giffin del 2005, dirigida per Luke Greenfield i protagonitzada per Ginnifer Goodwin, Kate Hudson, Colin Egglesfield i John Krasinski. Va estar distribuïda per Warner Bros. Alguna cosa prestada va recaptar 39 milions de dòlars als Estats Units i al Canadà i 21,1 milions a altres territoris, per un total mundial de 60,1 milions de dòlars, enfront d'un pressupost de 35 milions de dòlars. Va ser doblada al català.

## Repartiment
- Ginnifer Goodwin com a Rachel
- Kate Hudson com a Darcy
- Colin Egglesfield com a Dex
- John Krasinski com Ethan
- Steve Howey com a Marcus
- Ashley Williams com a Claire
- Geoff Pierson com a Dexter Thaler Sr.
- Jill Eikenberry com a Bridget Thaler